# Eduard Kiesler
Eduard Kiesler (soms ook: Ed Kiesler, Ed Kießler of Ed Kiessler) (Thüringen, 1840 - Kappeln, 1929) was een Duitse componist, dirigent en arrangeur.

## Levensloop
Kiesler werkte na het behalen van zijn diploma's als kapelmeester van verschillende orkesten en vooral koren in Thüringen, Saksen en Sleeswijk-Holstein. Daarnaast werkte hij als arrangeur (Pfeiffer: Große Fantasie aus Giacomo Meyerbeer's "Les Huguenots" voor harmonie- of fanfareorkest; H. Hermann: 3 stukken, voor cello en piano) en componist en schreef werken voor orkest, harmonieorkest, vocale muziek en kamermuziek. Deze werken werden meestal in zijn eigen muziekuitgeverij in Mehlby, nu deelgemeente van Kappeln, publiceert. 

## Composities

### Werken voor orkest
- - General hurry - Excitement - Chase, voor orkest

### Werken voor harmonieorkest
- 1890: - Die Amazone, ouverture
- 1890: - Reminiscences, wals
- 1895: - Grüße an den Thüringer Wald, selectie
- 1900: - Heimweh, voor harmonieorkest
- 1902: - Kaiser-Ouvertüre, voor harmonieorkest - bewerkt door Louis-Philippe Laurendeau - ook bekend als Overture "Emperor"
- 1902: - Mein Thüringen, voor harmonieorkest - bewerkt door Louis-Philippe Laurendeau
- 1903: - On Mountain Heights, concertpolonaise - bewerkt door Louis-Philippe Laurendeau
- 1913: - Strong and True, ouverture voor harmonieorkest - bewerkt door Louis-Philippe Laurendeau
- 1916: - Soldateska 1870-1871, marsenselectie
- 1924: - Forest Echoes, ouverture voor harmonieorkest - bewerkt door Pierre V. Olker
- - Abschied vom Vaterhaus, nocturne
- - Concert Suite
- - Die Helgoländer, wals
- - Frisch, fromm, fröhlich, frei, ouverture
- - Gedenke mein, nocturne
- - Heimathklang -up ewig ungedelt!, voor harmonieorkest
- - Militär-Ouvertüre
- - Old Heidelberg, mars voor harmonieorkest - bewerkt door R.B. Eisenberg
- - Sagen aus dem Harz, ouverture
- - Zigeunerleben, ouverture

### Vocale muziek

#### Liederen
- - Gruß an Kappeln, walslied voor zangstem en piano - tekst: E. Arndt

### Kamermuziek
- 1900: - kornet kwartetten, voor 2 kornetten, altkornet en bariton
- - Sonatina, voor 2 trompetten, hoorn, trombone en bastrombone